# Coureurmotje
Het coureurmotje (Olindia schumacherana) is een vlinder uit de familie bladrollers (Tortricidae). De wetenschappelijke naam is voor het eerst geldig gepubliceerd in 1787 door Fabricius.
De soort komt voor in Europa.